# Hypopyra
Hypopyra är ett släkte av fjärilar. Hypopyra ingår i familjen nattflyn.

## Bildgalleri

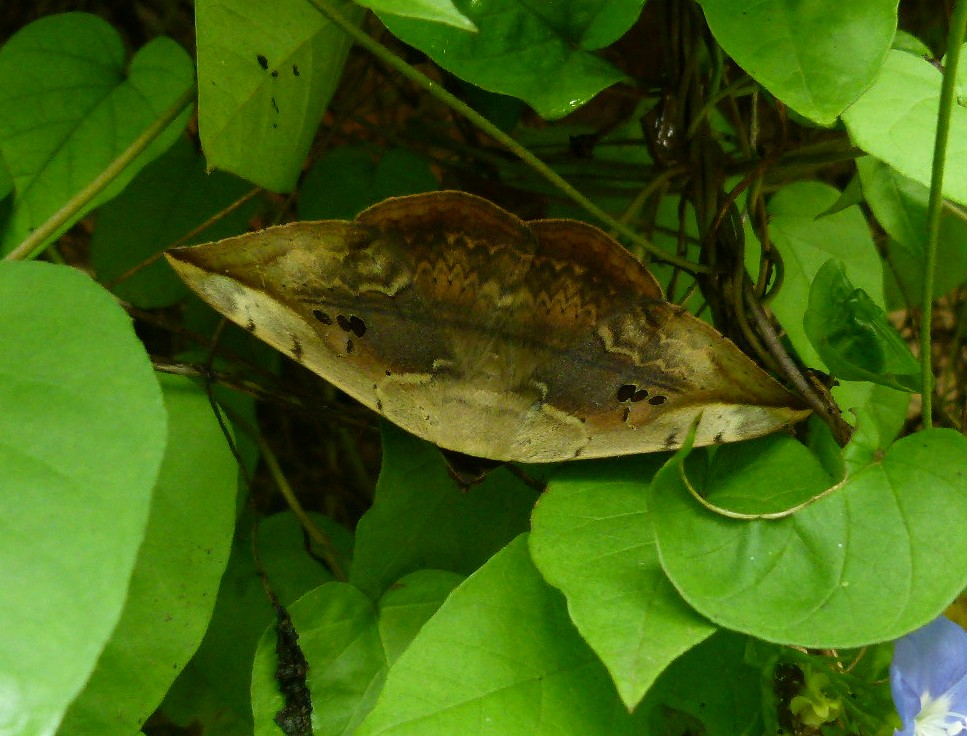

## Dottertaxa tillHypopyra, i alfabetisk ordning[1]
- Hypopyra absentimacula
- Hypopyra africana
- Hypopyra allardi
- Hypopyra bimaculata
- Hypopyra bimaculifera
- Hypopyra bosei
- Hypopyra burmanica
- Hypopyra capensis
- Hypopyra carneotincta
- Hypopyra coerulescentiviridis
- Hypopyra contractipennis
- Hypopyra demaculata
- Hypopyra distans
- Hypopyra dulcina
- Hypopyra elliptica
- Hypopyra endoxantha
- Hypopyra enmonodiana
- Hypopyra extricans
- Hypopyra fasciata
- Hypopyra feniseca
- Hypopyra fenisecioides
- Hypopyra feniserella
- Hypopyra geminipuncta
- Hypopyra grandaeva
- Hypopyra grandimacula
- Hypopyra grisea
- Hypopyra griseata
- Hypopyra guenei
- Hypopyra hampsoni
- Hypopyra hypopyroides
- Hypopyra idonea
- Hypopyra lactipex
- Hypopyra leucochiton
- Hypopyra longimacula
- Hypopyra lunifera
- Hypopyra madrasensis
- Hypopyra malagassica
- Hypopyra megalesia
- Hypopyra meridionalis
- Hypopyra mixtipicta
- Hypopyra occidentalis
- Hypopyra ochracea
- Hypopyra ossigera
- Hypopyra ossigeroides
- Hypopyra padanga
- Hypopyra pallida
- Hypopyra palliochracea
- Hypopyra pandia
- Hypopyra parvimacula
- Hypopyra persimilis
- Hypopyra plumbefusa
- Hypopyra poeusaria
- Hypopyra pudens
- Hypopyra pudentia
- Hypopyra pulverulenta
- Hypopyra punctimacula
- Hypopyra reducta
- Hypopyra rufescens
- Hypopyra shiva
- Hypopyra signata
- Hypopyra sikhimensis
- Hypopyra spermatophora
- Hypopyra subpudens
- Hypopyra suffusa
- Hypopyra unistrigata
- Hypopyra vespertilio
- Hypopyra villicosta